# 프랑스의 수산업
프랑스는 유럽에서 손꼽히는 수산국으로서 주요 어획물은 정어리·대구·연어·고등어·가자미·청어·새우·굴 등이며, 어획고는 1993년의 경우 83만 톤 정도이었다.